# Смолиха (Вологодская область)
Смолиха — деревня в Харовском районе Вологодской области.
Входит в состав Михайловского сельского поселения, с точки зрения административно-территориального деления — в Михайловский сельсовет.
Расстояние по автодороге до районного центра Харовска — 22 км, до центра муниципального образования Михайловского — 5 км.
По данным переписи в 2002 году постоянного населения не было.